# 日語之德語借詞
日語中的德語借詞指日語從德語引入的辭彙，多集中於醫學、化學等領域。以下列表中，可以進一步追溯的語源亦一並列出。

## 医學
- - 阿斯匹林
- - 腎上腺素
- - 過敏（在日语中是，過敏症）
- - 糖紙
- - 紗布
- - 咖啡因
- （來自拉丁語capsula）- 膠囊
- - 病歷
- - 石膏
- - 基因組
- - 疤腫
- - 膠原蛋白
- - 發紺
- - 結核菌素
- - 神經症（在日语中是，神経症）
- （來自拉丁語virus）- 病毒
- - 歇斯底里
- - 激素/荷爾蒙
- （來自拉丁語re和由拉丁語capere派生的ceptus，與receipt同源）- 醫療費用明細書
- - 疫苗

## 實驗器具
- - 培養皿
- - 顯微鏡觀察準備就緒的樣品
- - 量筒

## 化學
除上述以外的化學用語有：
- - 銻
- - 鈾
- - 能量（在日语中是，熱，熱量等）
- - 鉀
- - 鉻
- - 凝膠（英文）[來源請求]
- - 硒
- - 溶膠（英文）[來源請求]
- - 鉭
- - 鈦
- - 碲
- - 鈉
- - 鈮
- - 釹
- - 錳
- - 鉬
- - 鑭
- - 鐠

### 按照德语意译的词汇
- - 氢
- - 碳
- - 氮，其化合物（氮化物）称为“窒化物”。
- - 氧，其化合物（氧化物）称为“酸化物”。

注意到这几个词均为“素”结尾，对应 -stoff。以此类推，日语还有一些自创的以“素”结尾的名称：
- 氯，其化合物（氯化物）称为“塩化物”。
- 溴，其化合物（溴化物）称为“臭化物”。

## 政治/思想
- （希臘語anti與thesis）- 對立
- （希臘語ikon）- 聖像畫
- （希臘語idea和由希臘語logos派生的拉丁語logia）- 意識形態（在日语中是，思想，観念形態等）
- - 集會呼喊口號
- - 等級制度
- （來自拉丁語proles）- 無產階級

## 經濟
- - 卡特爾
- - 康采恩

## 音樂
- - 指揮棒
- - 男低音
- （來自希臘語philos和harmonia）- 意為「音樂愛好者」，用於音樂團體名稱。
- - 節拍器

## 滑雪
- - 滑雪場
- - 滑雪桿
- - 制動轉向

## 食物
- - 古米熊軟糖
- - 年輪蛋糕
- （來自土耳其語）- 酸奶

## 其他
- - 兼職
- - 類別/分類（在日语中是，分類，種類等）
- - 臘腸犬
- （來自希臘語的thema）- 話題（在日语中是，主題，題等）
- - 向量
- （與英語bomb同源）- 高壓氣瓶
- - 童話/民俗故事
- - 背包（在日语中是，背負い鞄，背嚢等）
- - 紋章